# خوان فرنسيسكو رييس
خوان فرنسيسكو رييس (بالإسبانية: Juan Francisco Reyes López)‏ هو سياسي غواتيمالي، ولد في 10 يوليو 1938 في غواتيمالا في غواتيمالا، وتوفي بنفس المكان في 10 يناير 2019.